# Paranchistus
Paranchistus is een geslacht van kreeftachtigen uit de klasse van de Malacostraca (hogere kreeftachtigen).

## Soorten
- Paranchistus armatus (H. Milne Edwards, 1837 [in Milne Edwards, 1834-1840])
- Paranchistus liui Li, Bruce & Manning, 2004
- Paranchistus nobilii Holthuis, 1952
- Paranchistus ornatus Holthuis, 1952
- Paranchistus pycnodontae Bruce, 1978
- Paranchistus spondylis Suzuki, 1971